# Operación Roca

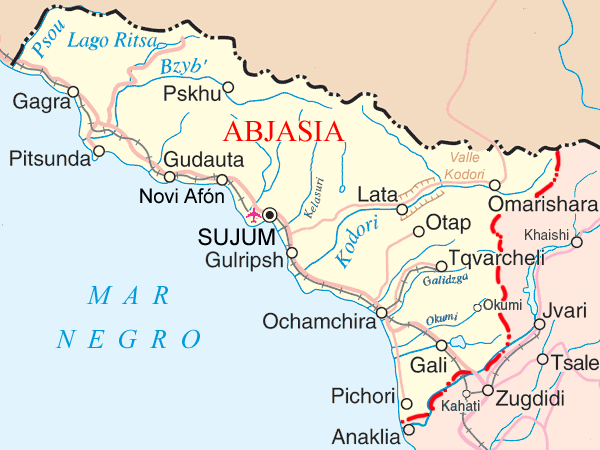
Mapa de Abjasia.

La Operación Roca (en ruso: Скала) fue el nombre dado a una operación militar planeada por Georgia contra la república independentista de Abjasia. Sería la continuación de la Guerra de Osetia del Sur de 2008, pero no fue ejecutada por la intervención de la Federación Rusa en el conflicto armado.
Los datos sobre la operación salieron a la luz en los informes organizados durante la Guerra de Osetia del Sur por el subjefe del Estado Mayor del Ejército ruso, el coronel general Anatoli Nogovitsin. Se basan en los mapas y planos de diverso formato requisados a militares georgianos, además de otras pruebas como fotografías que sacaron varios aviones espías no tripulados georgianos al sobrevolar el territorio de Abjasia.
Según estos datos Georgia planeaba usar unos 9.000 efectivos militares para reconquistar Abjasia en cuestión de 48 horas. Los planes del ataque fueron muy detallados, especialmente para la zona que rodea a la ciudad de Gali.
El ataque procedería desde tres direcciones: este, desde el desfiladero de Kodori (antes de la Guerra de Osetia del Sur fue el único territorio controlado por Georgia en Abjasia), suroeste, en la costa, y sur. La operación para tomar la ciudad de Sujumi, la capital abjasia, se denominaba Crepúsculo matutino.
La Operación Roca implicaba la destrucción de una serie de objetivos concretos como el puerto de Sujumi, sanatorio del Ministerio de Defensa, un petrolero en proceso de descarga, la sede del Estado Mayor de las fuerzas de paz, así como la presa de Gali. Este último objetivo fue especialmente criticado por Nogovitsin, ya que conllevaría una importante inundación que afectaría gravemente a la ciudad. Nogovitsin señaló que en la zona viven principalmente georgianos étnicos.
Los militares rusos creen que la intervención de Rusia en la Batalla de Tsjinval, en Osetia del Sur, y el apoyo de las fuerzas de paz reforzadas de Rusia desplazadas a Abjasia fue el motivo por el que la Operación Roca fue abortada.
El 9 de agosto de 2008 las Fuerzas Armadas de Abjasia comenzaron la Batalla del valle Kodori y a lo largo de varios días recuperaron el territorio perdido en 2006, cuando fue tomado por Georgia.